# Nyatri Tsenpo
Nyatri Tsenpo (chữ Tạng: གཉའ་ཁྲི་བཙན་པོ།) được coi là vị vua đầu tiên của người Tạng . Theo các truyền thuyết đầu tiên của người Tạng, ông là người sáng lập huyền thoại của triều đại Yarlung (hay Thổ Phồn tiền đế quốc) vào năm 127 TCN. Biên niên sử Đôn Hoàng kể rằng ông đã tới ngọn núi thiên Yarlha Shampo từ thiên giới, là hậu duệ của một sinh vật một chân có tên là Theurang, ngón tay có màng, mí mắt gập từ dưới lên, lưỡi to tơi mức có thể che khuất khuôn mặt, ông được dân bản đại tại khu vực thung lũng sông Yarlung Tsangpo coi như một vị thần và tôn lên làm vua .
Theo thần thoại của người Tạng, công trình đầu tiên của người Tạng, Cung điện Yungbilakang, đã được dựng lên cho Nyatri Tsenpo. Năm ông lên ngôi đánh dấu năm đầu tiên của lịch Tạng; Tết Losar (năm mới) được tổ chức để vinh danh ông. Truyền thuyết cho rằng những vị vua đầu tiên của triều đại Yarlung bất tử, và được kéo trở lại thiên đường bằng sợi dây đã đưa họ tới nhân giới. Đó là điều được cho là đã xảy đến với Nyatri Tsenpo.